# Jozef Kočiš
Jozef Kočiš (Ógyalla, 1928. január 23. – Bellus, 2013. január 4.) szlovák történész, levéltáros. Az újkori vármegyei levéltári anyag rendezésének módszertani kidolgozója.

## Élete
Nagyszülei Kocsis Lázár és Máriásy Cecília. Apja István (1882. október 30.-1957) 1916-ban házasodott meg Kecskés Máriával (1898-1980). Nyolc gyermekük közül az 5-ként látta meg a napvilágot. Bátyja Kocsis László földrajz és történelem tanár lett az érsekújvári, komáromi és galgóci gimnáziumokban, illetve a Nyitrai Pedagógiai Főiskolán is oktatott. Húga Kocsis Anna postai alkalmazott volt.
1934-1940 között Ógyallán tanult a népiskolában, majd az érsekújvári gimnáziumba járt. A város lebombázása miatt tanulmányait Révkomáromban folytatta az egykori bencés gimnázium épületében, ahol 1948-ban leérettségizett. 1948-ban a pozsonyi Orvosi Karra jelentkezett, ahol egy szemeszter után átjelentkezett a Bölcsész kar történelem-filozófia szakára. Az 5. szemeszter után a filozófiát levéltár szakra cserélte. Ott végzett Alexander Húščava vezetősége alatt 1953-ban. 1952 év végén feleségül vette kolléganőjét Alojzia Zbínovát (1929).
Az egyetem befejezése után a pozsonyi Szlovák Központi Levéltárban helyezkedett el, majd az új kormányutasítás és a családi ösztönzés hatására Bellusra költöztek és 1955-től az új Biccsei Állami Levéltár igazgatója lett. Itt dolgozott egészen 1990-es nyugdíjbavonulásáig. 1970-ben filozófiai doktor, 1977-ben a történelemtudományok kandidátusa címet szerzett.
1971-1992 a pozsonyi Tudományos Levéltári Tanács tagja, 1978-tól a Slovenská archivistika szerkesztőségi tanácsának, illetve egyéb regionális kiadványok szerkesztőségi tagja. A Szlovák Tudományos Akadémia Történeti Intézetében tanácsos és bizottsági tag, illetve a Szlovák Történelmi Társaság tagja volt.
Több segédlet, katalógus és leltár szerzője, számos nemzetközi levéltári kutatást tett közzé a szlovák történelem témaköreiben. Ő leltározta be a Thurzó család levelezését (1541-1626) és elkészítette az Árva Vármegyei Levéltár leltárát (1584-1849). Számos ismeretterjesztő mű szerzője például Báthory Erzsébetről, Bosnyák Zsófiáról, Jánošíkról, Thurzókról és várakról.

## Elismerései
- 1953 dicsérő elismerés
- 1975 elismerés a levéltárügy fejlesztéséért
- 1979 Pavol Križka medál
- 2004 Pribina kereszt III. osztálya a Szlovák Köztársaság kulturális fejlesztéséért
- 2007 Literárny fond elismerés
- 2010 Bellus község díja

## Művei
- 1959 Štátny archív v Bytči
- 1962 Oravský komposesorát-thurzovská korešpondencia 1541-1626. Inventár. Bratislava.
- 1965 Štátny archív v Banskej Bystrici – pobočka v Bytči
- 1974 Bytčiansky zámok
- 1975 Exkurzia do archívu
- 1976 Stoličná správa na Orave v rokoch 1684–1849
- 1978 Bytča 1378–1978 (társszerző)
- 1981/1984/1996 Alžbeta Báthoryová a palatín Thurzo
- 1986 Neznámy Jánošík
- 1988 Imrich Thurzo a jeho korešpondencia (1609–1621). Slovenská archivistika 23/2, 80–91.
- 1989 Od Čachtíc po Strečno
- 1990 Korešpondencia Alzbety Coborovej (1592–1626). Slovenská archivistika 25/1, 104–113.
- 1990 Juraj Thurzo a jeho korešpondencia 1587–1616. Slovenská archivistika 25/2, 65–76.
- 1993/1996/1998 Žofia Bošňáková a Teplička nad Váhom
- 1994/2002 Beluša 1330–2002: pohľady do dejín
- 2005 Podoby dávnej a súčasnej Beluše
- 2007 Alžbeta Báthoryová a jej obete

## Külső hivatkozások
- JozefKocis.eu